# لبخند پر کشیده از نگاهت
لبخند پر کشیده از نگاهت (انگلیسی: The Smile Has Left Your Eyes; کره‌ای: 하늘에서 내리는 일억개의 별) یک مجموعهٔ تلویزیونی کره جنوبی سال ۲۰۱۸ با بازی سو این گوک، جونگ سو مین و پارک سونگ وونگ است. این مجموعه یک بازسازی از سریال محصول ژاپن سال ۲۰۰۲ به نام سورا کارا فورو ایچی‌اوکو نو هوشی است. این مجموعه از ۳ اکتبر تا ۲۲ نوامبر ۲۰۱۸، روزهای چهارشنبه و پنجشنبه ساعت ۲۱:۳۰ (کی‌اس‌تی) از تی‌وی‌ان پخش شد.

## بازیگران

### اصلی
- سو این گوک در نقش کیم مو یونگ[۶][۷]
- جونگ سو مین در نقش یو جین کانگ[۸]
- پارک سونگ وونگ در نقش یو جین گوک[۹]

## تولید
در آوریل ۲۰۱۷، گزارش شد که تی‌وی‌ان قرار است بازسازی کره‌ای از سورا کارا فورو ایچی‌اوکو نو هوشی بسازد و در نیمهٔ دوم سال ۲۰۱۷ پخش شود. در مه ۲۰۱۷، تی‌وی‌ان تولید این بازسازی را تأیید کرد و اعلام کرد که به کارگردانی یو جه-وون خواهد بود.
سو این گوک و جونگ سو مین در ژوئن ۲۰۱۸ به عنوان بازیگران نقش اصلی اعلام شدند و حضور پارک سونگ وونگ نیز در ژوئیه ۲۰۱۸ تأیید شد.
اولین جلسهٔ فیلمنامه خوانی در ژوئیه ۲۰۱۸ در سانگام دی‌دی‌ام‌سی، سانگام-دونگ، سئول، کره جنوبی انجام شد.
این مجموعه در ابتدا قرار بود که در ۲۶ سپتامبر ۲۰۱۸ پخش شود، اما پخش آن یک هفته به تعویق افتاد و در ۳ اکتبر پخش شد.